# 马通 (上马恩省)
马通（法語：Mathons，法語發音：[matɔ̃]）是法国上马恩省的一个市镇，属于圣迪济耶区。

## 地理
马通（48°25'6"N, 5°2'38"E）面积13.4 平方千米，位于法国大東部大區上马恩省，该省份为法国东北部内陆省份，北起马恩省和默兹省，西接奥布省，西南接科多尔省，东南接上索恩省，东临孚日省。
与马通接壤的市镇（或旧市镇、城区）包括：布拉谢、大沙尔姆、费里耶尔和拉福利、甘德勒库尔-欧索尔姆、茹安维尔、莫朗库尔、诺梅库尔。

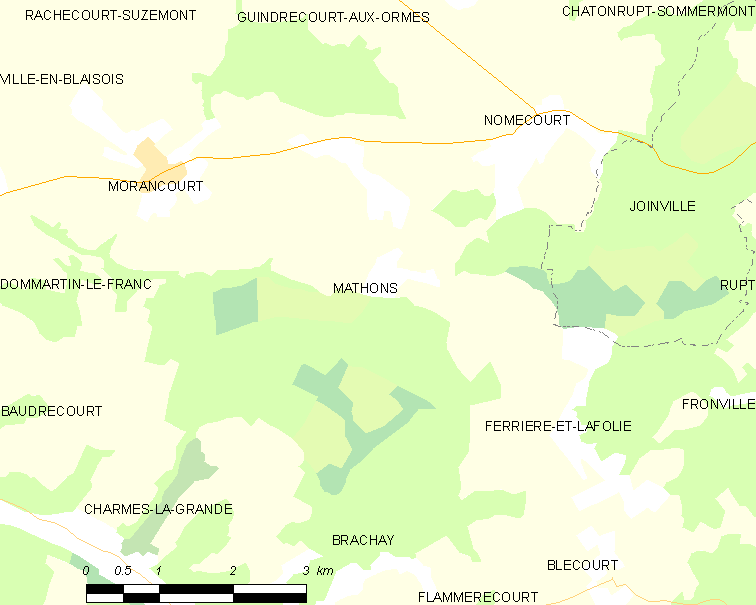
的OSM定位图

马通的时区为UTC+01:00、UTC+02:00（夏令时）。

## 行政
马通的邮政编码为52300，INSEE市镇编码为52316。

## 政治
马通所属的省级选区为茹安维尔县。

## 人口

1962-2008年间人口变化图示

马通于2022年1月1日时的人口数量为69人。